# Antonio van Diemen
Antonio van Diemen, ook Anthonie, Anthony of Anthonis (Kuilenburg, 1593 – Batavia, 19 april 1645) was gouverneur-generaal van alle bezittingen van de Vereenigde Oostindische Compagnie (VOC) buiten de Republiek der Zeven Verenigde Nederlanden. Tijdens zijn bewind zijn meer ontdekkingsreizen ondernomen dan in de periode ervoor of erna.

## Leven
Van Diemen werd geboren als zoon van Bartolomeus van Diemen, burgemeester van Culemborg, en Elisabeth Hoevenaar. In 1609 vestigde hij zich als koopman in Amsterdam. Hij was toen 16 of 17 jaar oud, en woonde in bij de koopman Pieter Jacobs in de Warmoesstraat. Hij handelde de jaren daarna in specerijen en speculeerde in opties. Ook trad hij samen met anderen op als verzekeraar van schepen en ladingen, vaak voor Portugese kooplieden. Misschien door de omgang met hen ging hij zich Antonio noemen in plaats van Anthonie. In 1616 raakte hij in financiële problemen, vooral nadat twee schepen waren gekaapt door zeerovers. Toen hij zijn crediteuren niet meer kon betalen werd hij in november failliet verklaard. Hij vluchtte terug naar het graafschap Culemborg, waar hij buiten het bereik was van zijn schuldeisers in de Republiek. Desondanks was hij eind 1617 weer in Amsterdam, en monsterde aan bij de VOC-Kamer onder de aangenomen naam Thonis Meeuwisz. (‘Thonis Meeusen uit Utrecht als soldaat in de rang van vaandrig voor acht gulden in de maand’.) Algemeen wordt aangenomen dat hij hierbij hulp van vrienden kreeg. Zijn ware identiteit was niet voor iedereen een geheim. Een dag voor zijn vertrek naar Indië in januari 1618 had hij zich bekend gemaakt bij de Amsterdamse bewindhebber Hendrik Brouwer.

### Naar Indië
Met de Mauritius voer Van Diemen naar Indië, waar hij op 22 augustus 1618 in Bantam, Java, aankwam. Aan boord waren ook de koopman Willem Jansz. en de assistent-koopman Philip Lucasz. In juli kwam het schip aan bij de westkust van Australië waar men op zoek ging naar vers water. Voor Jansz. was dit het tweede bezoek aan Australië.

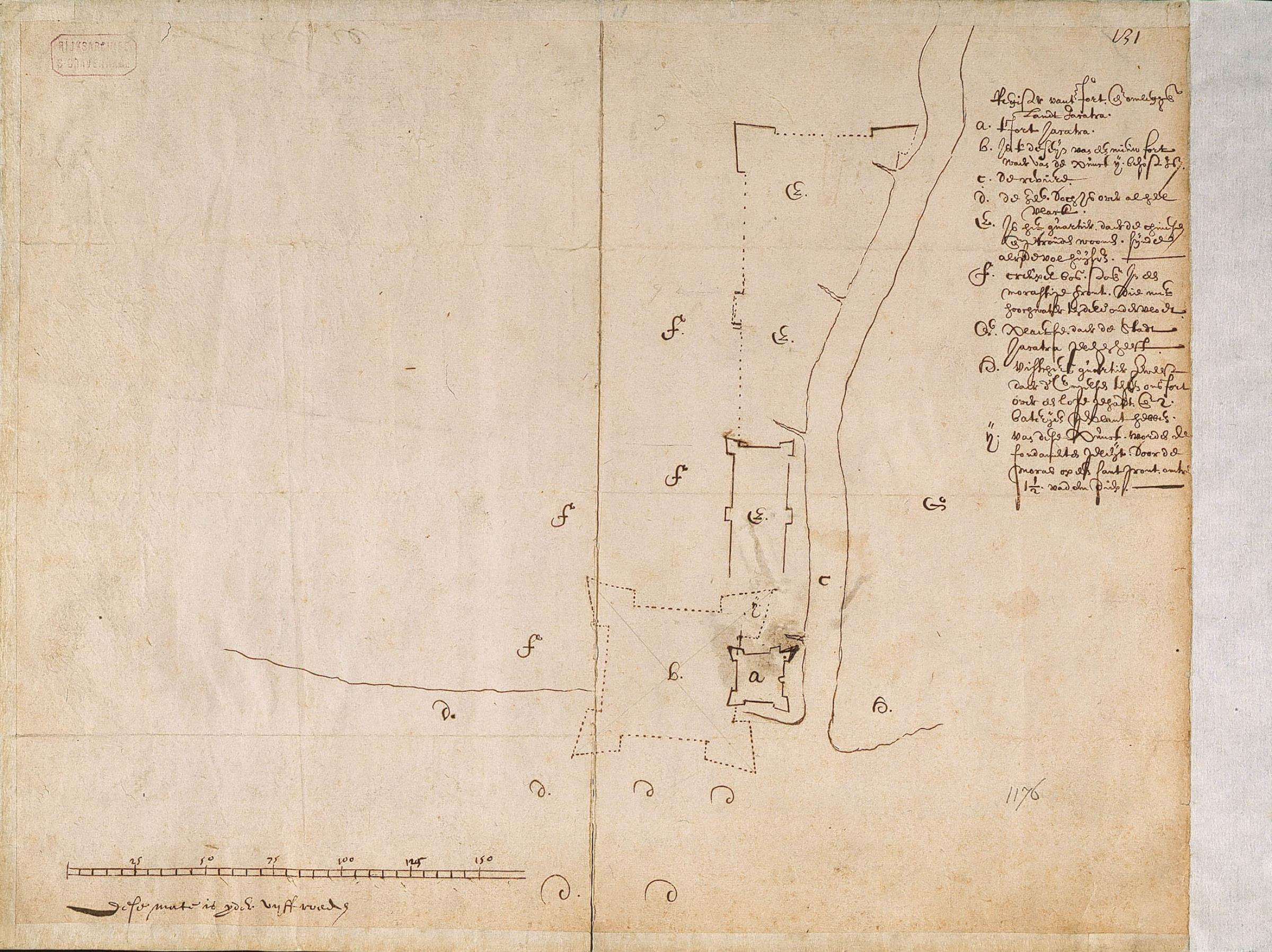
Plattegrond van de Ciliwung, het fort Jacatra en de omtrek van het geplande Kasteel Batavia.

Vanwege zijn zevenjarige ervaring als koopman in Amsterdam werd Van Diemen door Jan Pieterszoon Coen direct aangesteld als assistent in de secretarie. Inmiddels waren de Heren XVII achter de ware identiteit van Thonis Meeuwisz gekomen en waarschuwden Coen. Die onderkende echter de bijzondere kwaliteiten van Van Diemen en negeerde de waarschuwingen uit patria. Van Diemen moest  de boekhouding doen van een van de twee verstevigde stenen huizen van de VOC aan de rechteroever van de Tsjiliwoeng bij het plaatsje Jacatra. Aan de overkant van de vijftig meter brede rivier stond het Engelse kantoor, en een paar honderd meter stroomopwaarts stond de kraton van de vorst van Jacatra. Dat jaar werd een klein fort gebouwd, Fort Jacatra. Eind 1618 werd het belegerd door de Engelsen vanuit zee en Javanen vanaf land. Toen Coen met een aantal schepen versterking ging halen in de Molukken was Van Diemen een van degenen die met Pieter van den Broecke in het fort achterbleven en zich, na achteraf bleek onnodig, overgaven aan de belegeraars. 'Thonis Meeusen' was een van de ondertekenaars van het capitulatiedocument van 31 januari 1619. Anders dan voor Van den Broecke en hogeren in rang dan hij had dit geen nadelige gevolgen voor zijn carrière toen Coen eind mei terugkeerde en Jacatra ontzette.
Van Diemen maakte hierna de stichting en opbouw van Batavia mee. Hij werkte in het in aanbouw zijnde Kasteel Batavia aan de ‘generaele boucken’, dat wil zeggen de consolidatie van alle bedragen in een algemeen financieel overzicht. Op 12 januari 1621 werd hij bevorderd tot onderkoopman met een salaris van 50 gulden per maand ‘ten aensiene van sijnne goede comportementen ende extraordinaire diensten daarinne hy geemployeert ende dagelijcx gebruyct wort’.
In 1622 moest hij de verwarde boekhouding van Jacques Specx ontrafelen, waaruit privéhandel zou moeten blijken. Op 31 januari 1623, vlak voor Coens vertrek naar de Republiek, werd hij onder zijn eigen naam bevorderd tot opperkoopman. Op 28 maart 1624 werd hij benoemd in de Raad van Defensie, het samenwerkingsverband van de VOC en de Engelse EIC in de strijd tegen de Spanjaarden en Portugezen. Op 18 november werd hij ook in de Raad van Indië benoemd, met een salaris van 225 gulden per maand, onder de nieuwe gouverneur-generaal Pieter de Carpentier.

### Directeur-generaal

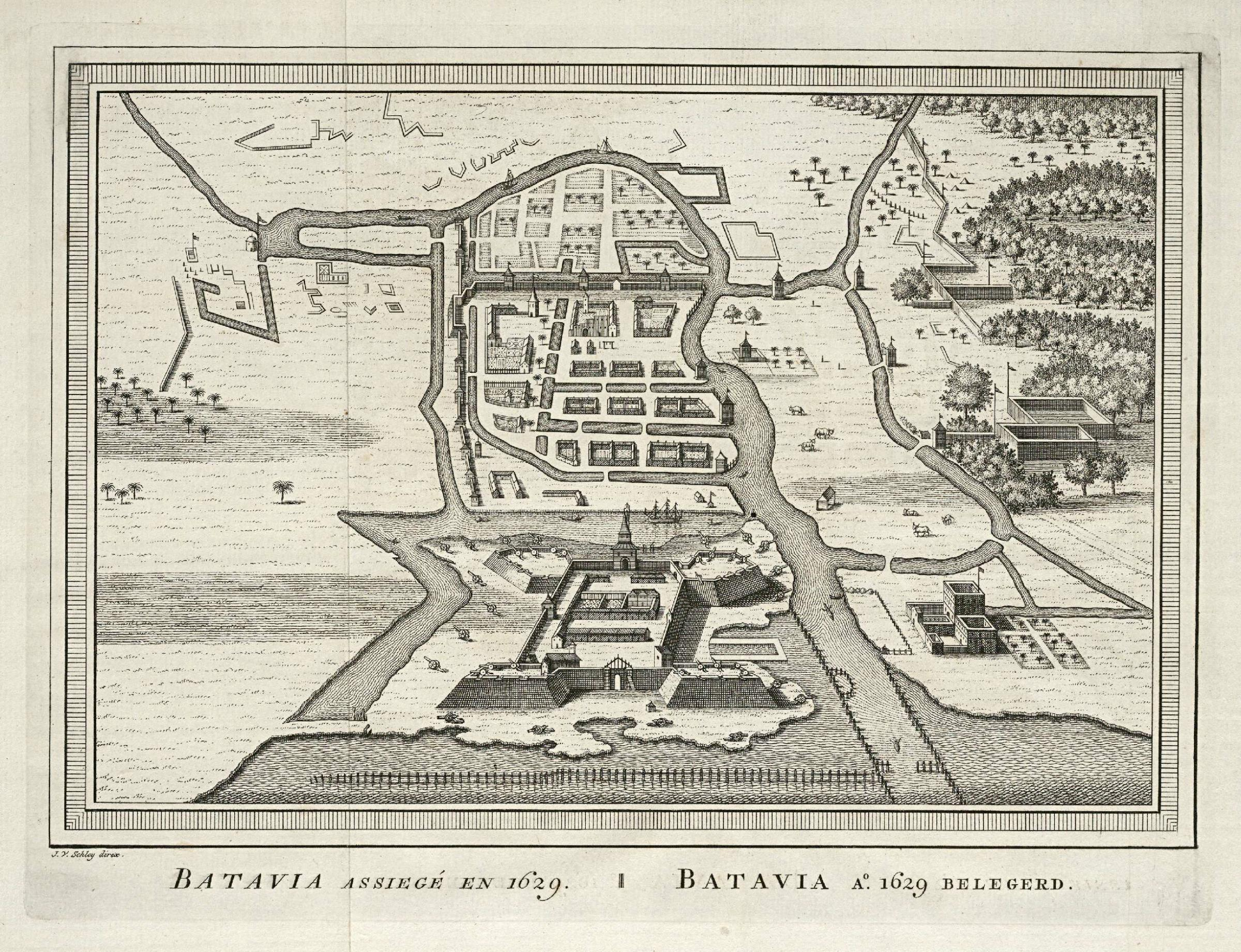
Batavia ten tijde van het beleg door Mataram in 1629.

Tijdens Coens tweede periode als gouverneur-generaal van september 1627 tot zijn dood in september 1629 viel Van Diemen bij Coen in ongenade naar aanleiding van de affaire Sara Specx in juni 1629. Van Diemen weigerde toen het doodvonnis van Pieter Cortenhoeff te ondertekenen. Pieters vader was een neef van de stadssecretaris van Amsterdam, met wie Van Diemen in Amsterdam bevriend was geweest. In augustus, tijdens het tweede beleg van Batavia door sultan Agung van Mataram, stelde Coen de onervaren Van Diemen aan als leider van een van de twee uitvallen op de belegeraars. Het is mogelijk dat dit het gevolg was van wrok. Toen Coen kort daarna stierf en werd opgevolgd door Sara's uit Nederland teruggekeerde vader Jacques Specx werkte Van Diemens opstelling in haar zaak in zijn voordeel. Hij werd door Specx benoemd op de op een na hoogste post, directeur van de handel, ook wel directeur-generaal genoemd. Het beleg door Mataram werd bij het invallen van de moesson in oktober opgebroken.
Eind 1629 loste Van Diemen de laatste schuld van zijn faillissement af, via de naar Amsterdam teruggekeerde Pieter de Carpentier. Op 17 januari 1630 trouwde hij met Maria van Aelst, een rijke weduwe van 25 jaar oud die in Indië al twee maal getrouwd was geweest. Hun vermogens bleven wel gescheiden. Van Diemen raakte dat jaar in conflict met Pieter Nuyts en Pieter Vlack, beiden lid van de Raad van Indië, en de fiscaal Anthony van den Heuvel, die hem beschuldigden van particuliere handel, wat bij de VOC verboden was. Van Diemen ontkende en na uitgebreide behandeling in de Raad, die voor de gelegenheid was uitgebreid met drie leden van de Raad van Justitie, bleef van de beschuldigingen niets over.

### Terug naar de Republiek
In maart 1631 vertrokken Van Diemen en zijn vrouw naar de Republiek. Hij was admiraal van een retourvloot van zeven schepen, waarvan de lading een inkoopwaarde had van anderhalf miljoen gulden. Aangezien gouverneur-generaal Specx de jaarlijkse generale missive voor de Heren XVII niet afgekregen had, mocht Van Diemen hieraan op zee verder werken. Dit gaf hem de gelegenheid zijn visie te geven op de VOC in Azië, en die rechtstreeks aan de Heren XVII te richten. Hij stelde de vaak gebrekkige competentie van het hogere VOC-personeel en de vele particuliere handel van kooplieden aan de kaak. Ook adviseerde hij om ieder jaar een vloot naar de Molukken te sturen om Makassaarse smokkelschepen te onderscheppen en dorpen die het kruidnagelmonopolie van de VOC ontdoken onder gezag te brengen. De oorlog tegen de Portugese concurrenten moest vooral voortgezet worden.
Op 9 oktober 1631 kwam de vloot aan bij Texel. In de Republiek woonde Van Diemen verscheidene vergaderingen van de Heren XVII bij. Hij werd gevraagd om advies te geven, en zijn salaris als Raad van Indië werd met terugwerkende kracht verhoogd tot 400 gulden per maand. Om in Batavia orde op zaken te stellen en particuliere handel en corruptie te bestrijden werd besloten Specx te vervangen door Hendrik Brouwer. Van Diemen werd in maart 1632 gevraagd om als directeur-generaal weer terug te gaan naar Indië, met de bedoeling om na afloop van Brouwers driejarige termijn hem op te volgen.

### Gouverneur-generaal

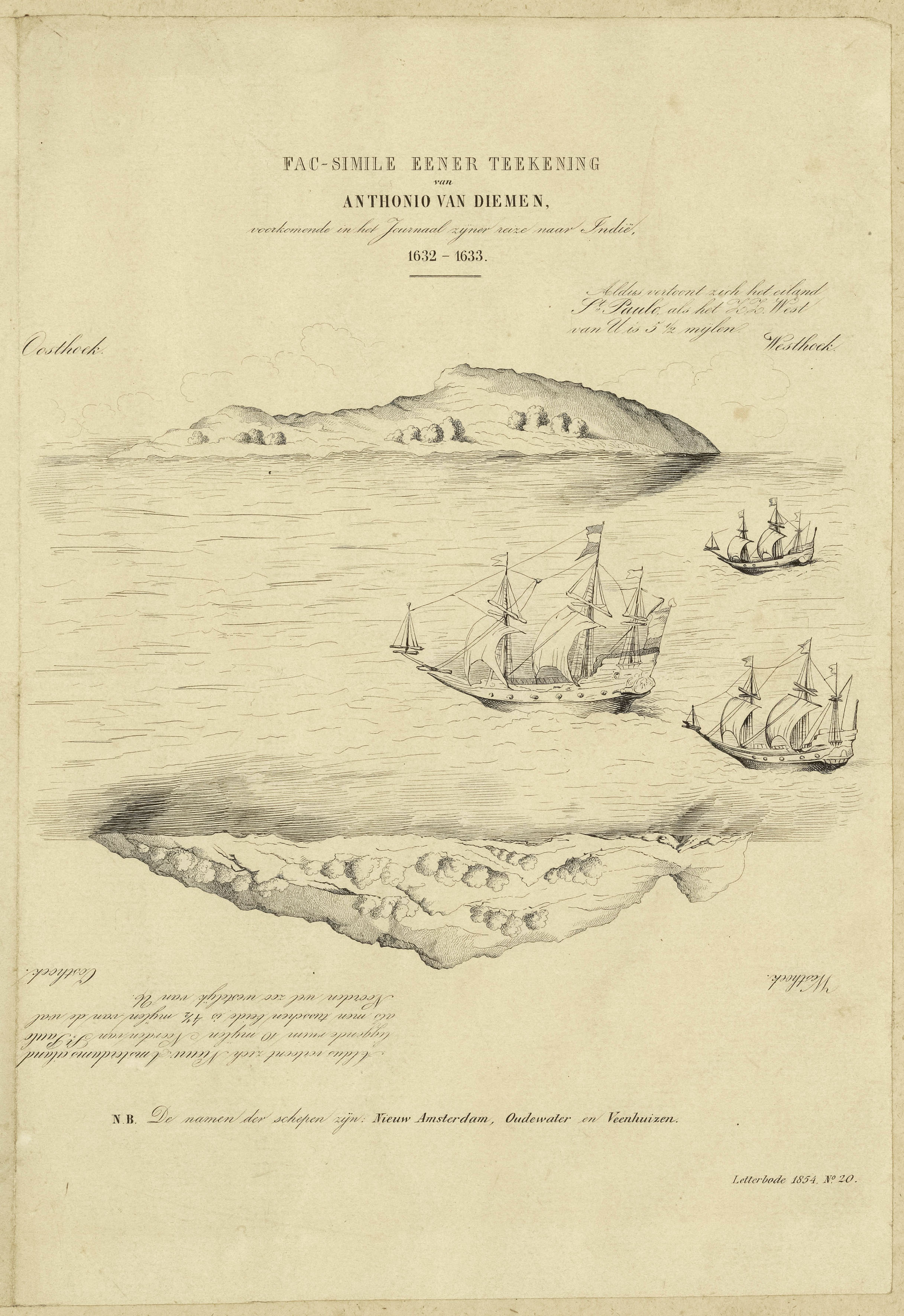
De tekening van Van Diemen met de eilanden Amsterdam en St. Paulo.

In december vertrok hij als commandeur van een vloot terug naar Batavia. Midden in de Indische Oceaan werden twee eilanden aangedaan: Amsterdam en St. Paulo. Hij maakte er een tekening van terwijl de schepen er tussen door voeren. 20 juli 1633 kwam de vloot in Batavia aan, met slechts een verlies van acht van de ruim 1300 opvarenden, dankzij fruit en goed voedsel.
De Heren XVII waren over het algemeen niet tevreden over het bestuur van Brouwer, en toen deze vroeg om verlenging van zijn contractperiode met een jaar werd dat afgewezen. Op 1 januari 1636 nam Van Diemen het roer over. Tot directeur-generaal werd Philip Lucasz benoemd. In zijn eerste brief aan de Heren XVII schreef Van Diemen dat hij het beleid van Brouwer zou voortzetten en zou streven naar expansie, vooral ten koste van de Portugezen. Waar de Heren XVII maanden tot voorzichtigheid (‘de indische werelt is voor ons te groodt omme die alleen te possideren ende het landt hier te kleijn’), vond Van Diemen zijn plannen ‘geen imaginatien off casteelen in de lucht, maar gefondeerde concepten, daeraen des Compagnies welstandt dependeert’. Hij was niet bang om een onafhankelijke koers te varen. Ook hij kreeg van de Heren XVII kritiek op de particuliere handel van VOC-medewerkers: ‘Wij bemercken dat Ue placcaet op het overvoeren van particuliere haer goederen niet seer gevolcht wert, alsoo cort nae ‘t aencomen der schepen alle winckels van alderhande Indische manifacturen, porceleijnen en rariteijten bevinden voorsien te wesen’. Maar naar aanleiding van dergelijke klachten schreef hij in december 1639: ‘Echter versoucken gantsch vreundelijck Ued ons niet ten onrechten gelieft te taxeren, opdat in respect ende couragie tot dienst van Ued geanimeert blijven’.

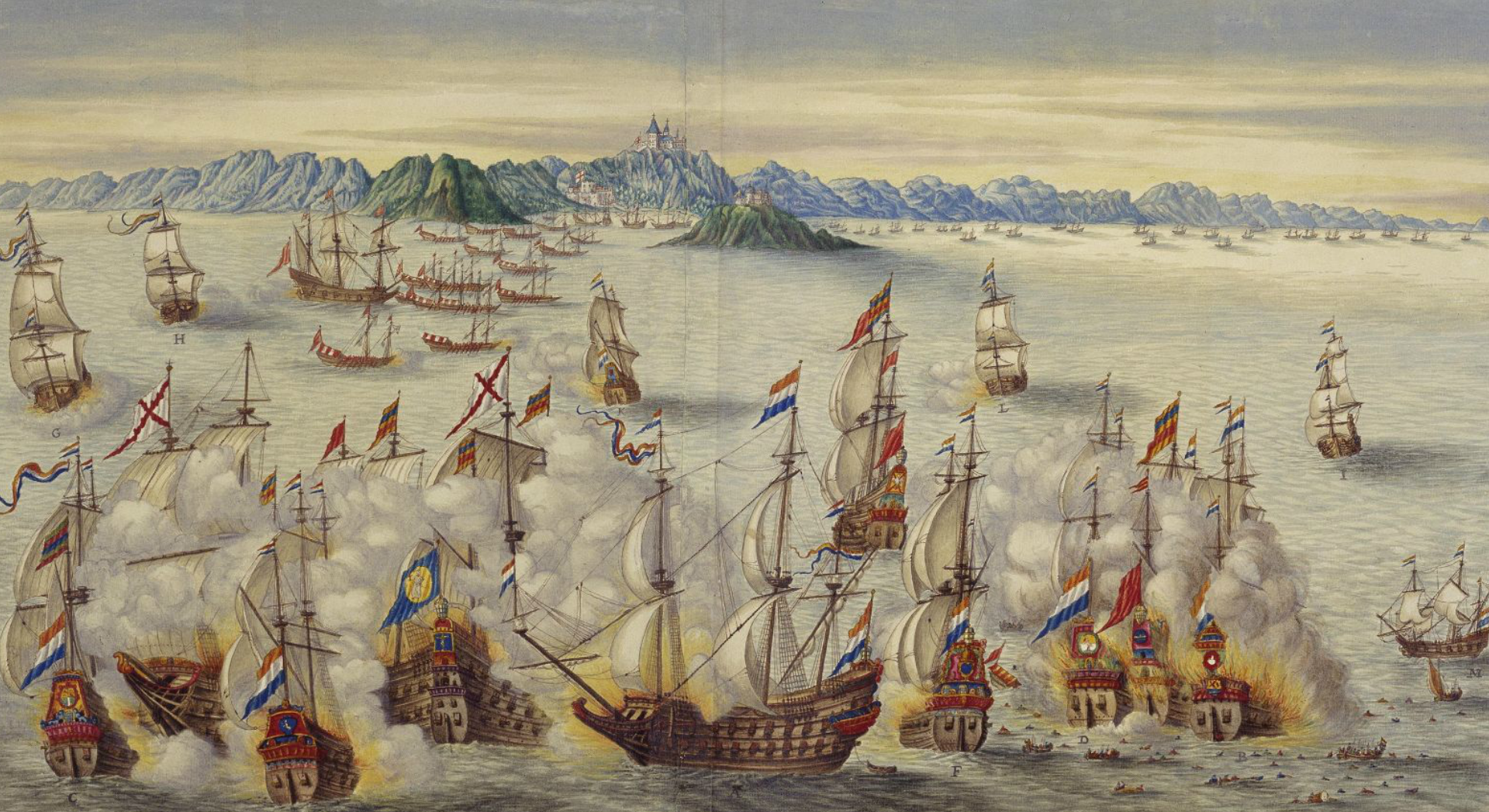
De VOC-vloot van Adam Westerwoldt in gevecht met de Portugese vloot voor Goa in 1638.

Van Diemen hechtte veel belang aan een sterke vloot met bewapende handelsschepen. Aan land had de VOC geen overwicht maar op zee wel. Alle vestigingen bevonden zich aan de kust. Met maritieme macht konden de zeeroutes en handelsbelangen veilig gesteld worden. ‘Als maar de zee blijven domineren, heeft Ued. een vasten en gewenschten staet in India’. Vanaf 1636 werd de haven van Goa negen jaar lang van oktober tot april door een VOC-vloot geblokkeerd, zodat de handel tussen Portugal en Goa nagenoeg tot stilstand kwam.
De drie hoofdzaken tijdens Van Diemens bestuur waren de bevestiging van het kruidnagelmonopolie als belangrijke bron van winst voor de Compagnie, de strijd tegen de Portugezen in de Indische Oceaan, en de opbouw van een kolonie op Formosa met Chinese boeren van het vasteland. Formosa moest voor de VOC de basis worden voor de winstgevende handel tussen China en Japan.

#### Molukken

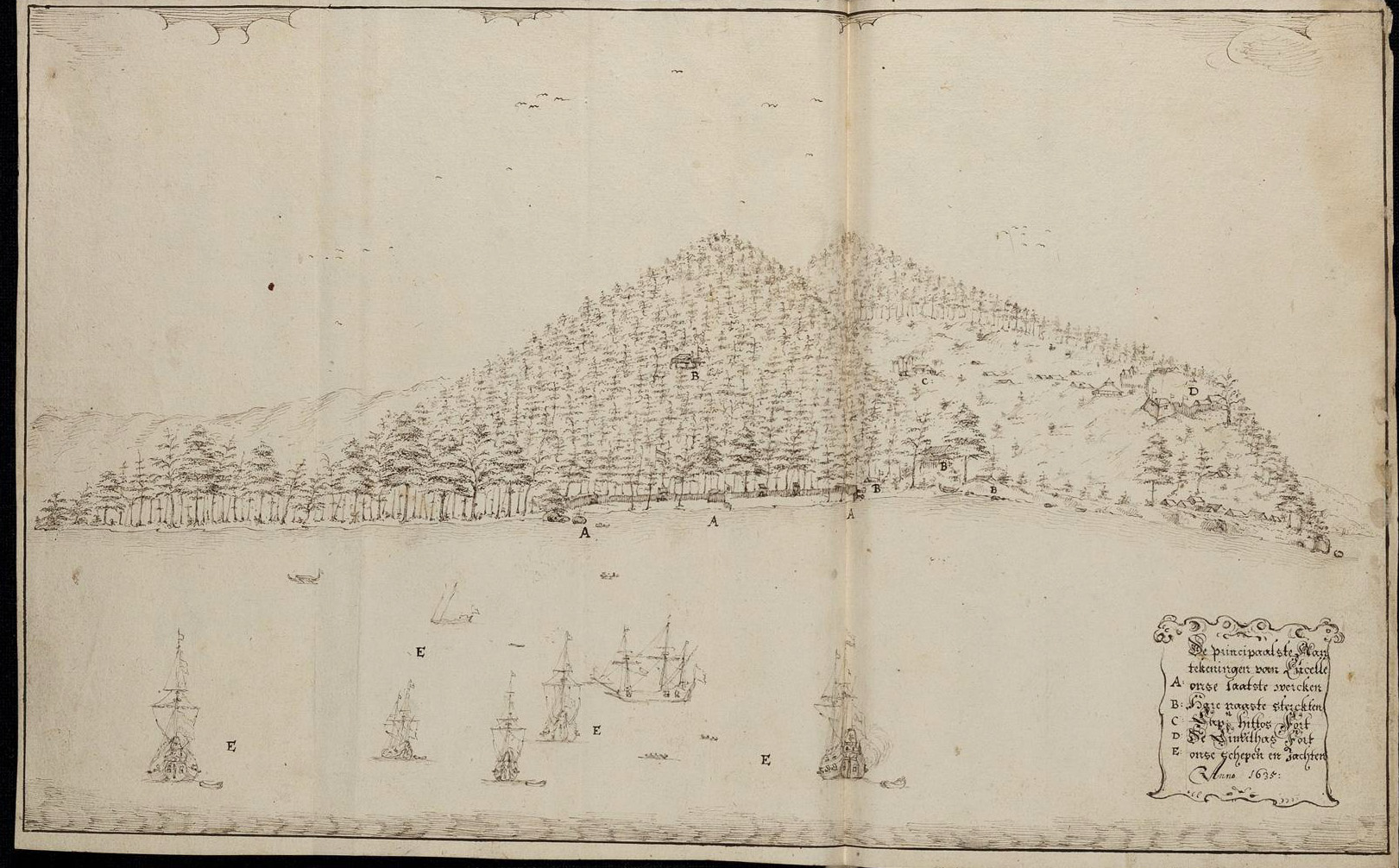
Het fort Lusiëla op Seram en de schepen van Artus Gijsels.

Van Diemen trok zelf twee keer met een vloot naar de Molukken om het kruidnagelmonopolie te handhaven. In Europa was maar een beperkte vraag naar specerijen, en een te groot aanbod deed de prijs kelderen. Ook de Engelsen en Portugezen voerden echter kruidnagels aan in Europa. De naleving van de met de vorsten op Ambon en Ternate afgesloten contracten over exclusieve leveranties aan de VOC moest daarom worden afgedwongen, desnoods met geweld. Het streven was om de kruidnagelteelt uitsluitend te concentreren op Ambon en de bomen op andere eilanden te verwijderen. Dit werd realistisch geacht omdat een nieuw geplante kruidnagelboom pas na 12 jaar vrucht draagt. Het ontduiken van het monopolie gebeurde vooral door smokkelaars uit Makassar en vanuit een fort op een berg bij het plaatsje Lusiëla op Hoamoal, het westelijke schiereiland van Seram. Dit gebied viel nominaal onder het gezag van de sultan van Ternate, die er gouverneurs had aangesteld, kimelaha genaamd. In maart 1635 had de gouverneur van Ambon, Artus Gijsels, geprobeerd het in te nemen, maar dat was niet gelukt. In december 1636 voer Van Diemen met een vloot van 17 schepen met ruim 2000 man naar Ambon en Seram. Ook Maria ging mee, met een gevolg van vijftien personen. Philip Lucasz trad intussen in Batavia als Van Diemens plaatsvervanger op. Op 20 januari 1637 ging de krijgsmacht aan land bij Lusiëla. Eigenlijk wilde Van Diemen zelf de aanval leiden maar de scheepsraad wilde niet dat hij dat risico nam. Onder leiding van Antonio Caen werd het fort diezelfde ochtend veroverd, ten koste van 18 doden en 30 gewonden. De verdedigers bleken gevlucht te zijn. In het fort werd een garnizoen van 400 man achtergelaten onder bevel van Willem Coster. Op 1 juni werd in Kasteel Victoria een nieuw monopolieverdrag gesloten met de kimelaha. Op de terugtocht naar Batavia sloot Van Diemen ook een verbond met de sultan van Makassar om elkaar niet in het vaarwater te zitten. In 1638 ging Van Diemen naar Ternate en bevestigde het kruidnagelmonopolie ook met de Ternataanse sultan Hamza.

#### Malakka

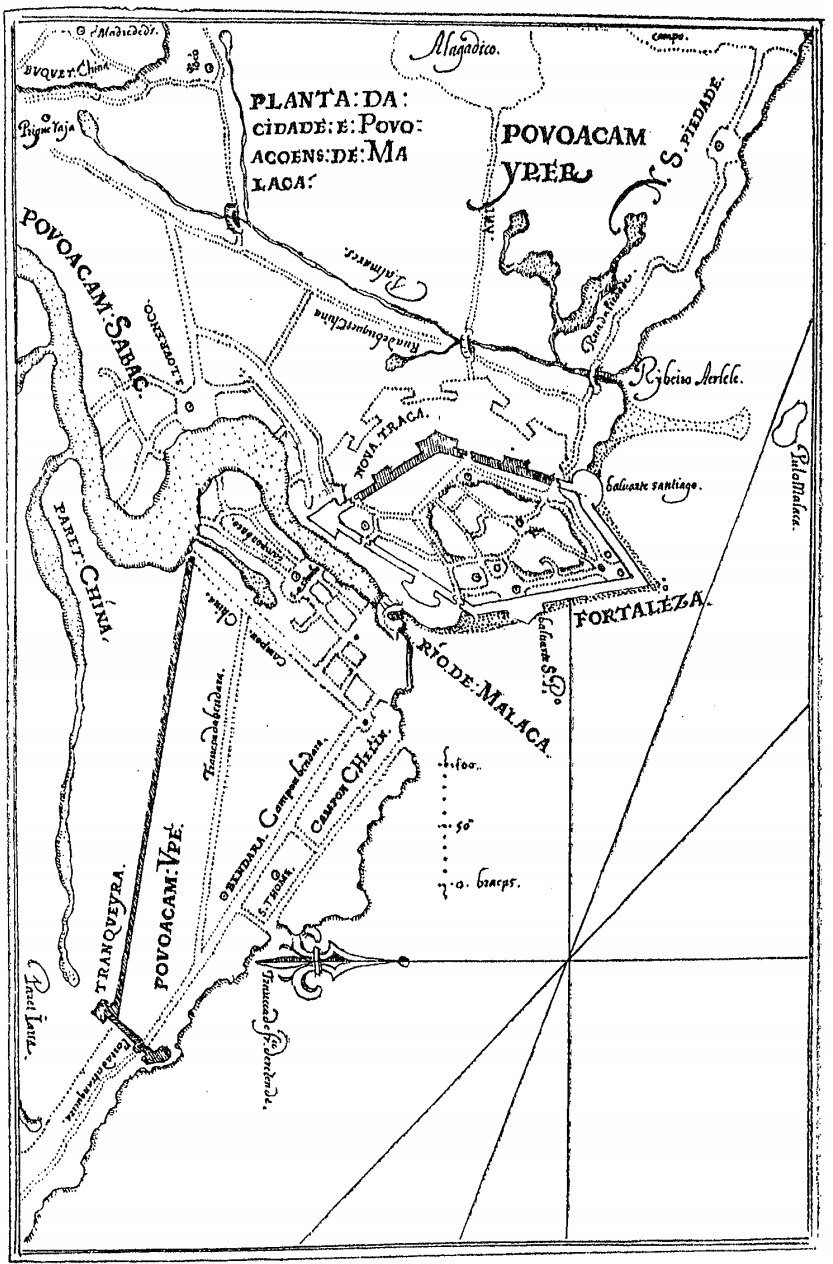
Het fort en de stad Malakka. Portugees kaartje van begin 17e eeuw.

In december 1638 schreef Van Diemen: ‘Den tijt is gebooren om den Portugees uyt India te helpen’. De vestingstad Malakka, met een omtrek van anderhalve kilometer en muren van tien meter hoog en acht meter dik, werd vanaf augustus 1640 door de VOC belegerd. Vooral door ziekte verloren meer dan vijftienhonderd soldaten het leven, waaronder drie achtereenvolgende commandeurs: Adriaen Anthonisz, Jacob Cooper en Pieter van den Broecke. Pas op 14 januari 1641 vond een succesvolle bestorming plaats onder leiding van Minne Willemsz. Caertekoe. De val van het strategisch gelegen Malakka was een grote klap voor de Portugezen en vergrootte de reputatie van de VOC in de regio aanzienlijk.

#### Ceylon
Hij gaf dat jaar gehoor aan het verzoek van de koning van Kandy in Ceylon, Raja Singha II, om hem te helpen de Portugezen van zijn eiland te verdrijven. Van Diemen zag hier een mogelijkheid om mee te doen aan de winstgevende handel in de kaneel die op Ceylon groeide. Hij gaf opdracht aan admiraal Adam Westerwoldt om met de vloot die op dat moment Goa blokkeerde op de terugweg naar Batavia eerst naar Ceylon te gaan. De daarop volgende verovering in 1638 van het fort van Batticaloa en later dat jaar Fort Trincomalee leidde tot de 200-jarige aanwezigheid van de VOC op dat eiland en het monopolie op de kaneelhandel.

#### Australië
In 1642 kreeg Abel Tasman de opdracht ter verkenning van Australië. Tasman ontdekte een groot deel van Australië, Nieuw-Zeeland en Van Diemensland (tegenwoordig Tasmanië). Van Diemen stuurde in 1643 Maarten Vries en Hendrick Cornelisz Schaep uit naar het noorden om de vermeende Goud- en Zilvereilanden ten oosten van Japan te ontdekken, nadat een eerdere poging op initiatief van Willem Verstegen was mislukt.

#### Cambodja
In 1644 stuurde Van Diemen een oorlogsvloot van vijf schepen naar Cambodja, die door de koning van Cambodja verslagen werd. Van Diemen wilde revanche nemen en in samenwerking met de koning van Siam de oorlog verklaren aan Cambodja en de koning aldaar verdrijven. Door Van Diemens overlijden in 1645 kwam daar niets meer van terecht. Zijn opvolger Cornelis van der Lijn vond de voorgenomen expeditie te kostbaar en te moeilijk uitvoerbaar. Ook was hij niet zeker van de uitkomst.

### Laatste jaren

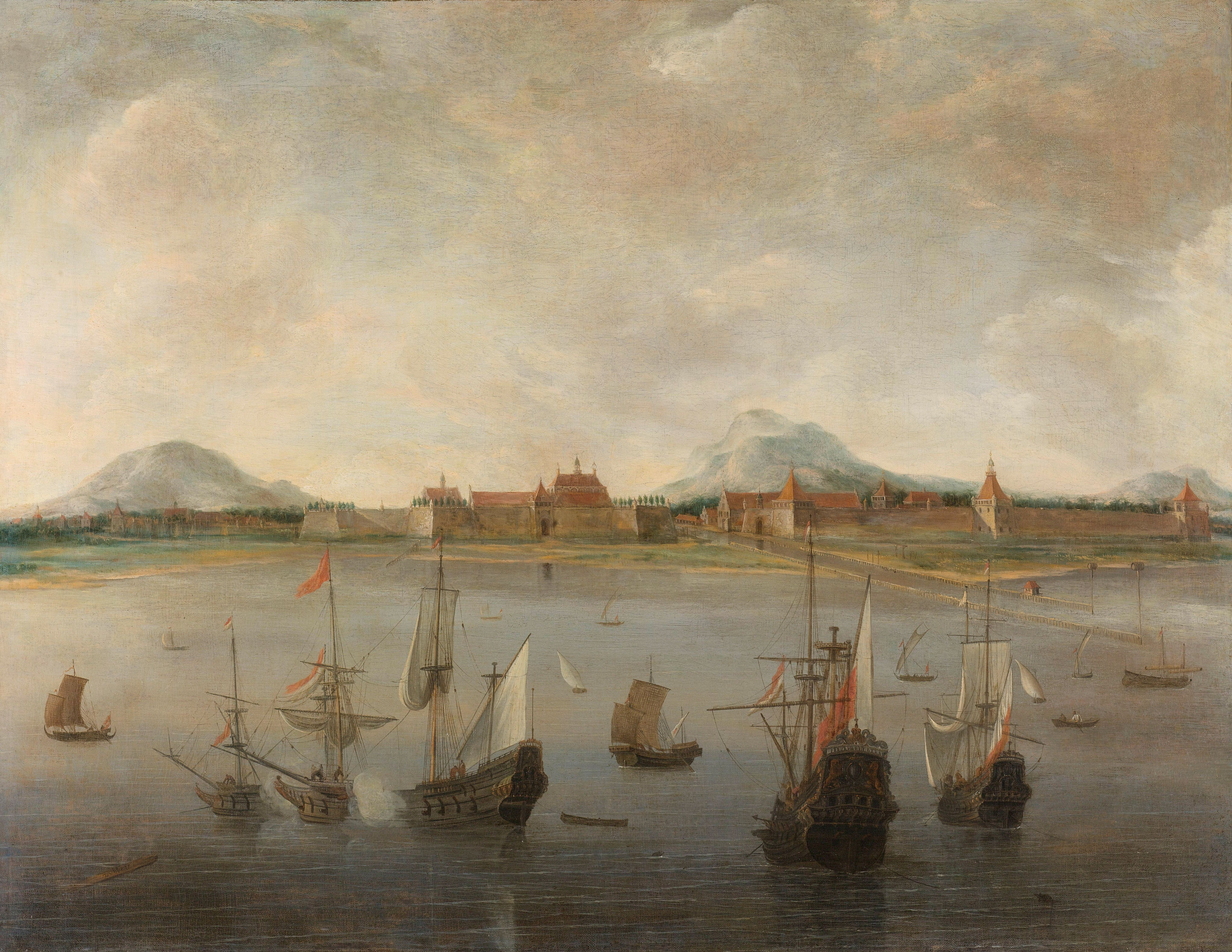
Gezicht op Batavia met bewapende handelsschepen op de rede, ca. 1650.

In Batavia werd door Van Diemen een Latijnse school opgericht (1642) en twee kerken, waaronder de Hollandse of Kruiskerk (1640). In 1642 voerde Van Diemen het eerste wetboek, de "Bataviasche Statuten", in waardoor de samenleving stabieler werd. Deze zou bijna twee eeuwen dienst doen. In augustus 1644 werd er een mislukte aanslag op zijn leven gepleegd door Jan Pekel, de gewezen voorman van de Javanen in Batavia en een familielid van de laatste regent van Jacatra. Een kleine honderd Javanen wilden Kasteel Batavia binnendringen en eerst Van Diemen en daarna de andere Nederlanders vermoorden en dan de stadspoorten openen. Of Mataram en Bantam er bij betrokken waren is niet bekend.
Van Diemens vrouw Maria was zeer onafhankelijk. Ze dreef handel met haar eigen kapitaal, met name in diamanten uit Golkonda in samenwerking met een neef van Antonio, Bartholomeus de Gruyter, die opperkoopman was in Masulipatnam. Ze speelde als 'mevrouw Generaelse' na het sobere regime van Hendrik Brouwer een belangrijke rol in de opleving van het sociale circuit in Batavia, met bijbehorende pracht en praal. De koets die Brouwer had laten demonteren werd weer in elkaar gezet ten gerieve van de 'beminde gesellinen' van de Raden van Indië. In december 1637 schreef men aan de Heren XVII dat besloten was 'de coetswagen ofte carosse, die nu eenige jaeren gerust heeft, weder in te spannen ende ten dienste van de jouffrouwen te laten rollen'. Daarna nam het aantal koetsen in Batavia steeds verder toe.
In december 1644 werd Van Diemen ziek. Hij schreef aan de Heren XVII dat hij in december 1645 wilde repatriëren. In april werd echter duidelijk dat hij niet lang meer te leven had. Er vonden raadsvergaderingen over zijn opvolging plaats in zijn slaapkamer, waarbij Cornelis van der Lijn tegenover Johan Maetsuycker stond. De Heren XVII benoemden Van der Lijn, en kregen dankzij deze onderlinge tegenstellingen gezag terug dat zij onder Van Diemen waren kwijtgeraakt. In de avond van 19 april overleed Van Diemen. De 22e, een zaterdagmiddag, kreeg hij een grootse en plechtige begrafenis in de door hem zelf en Maria gefinancierde kerk.

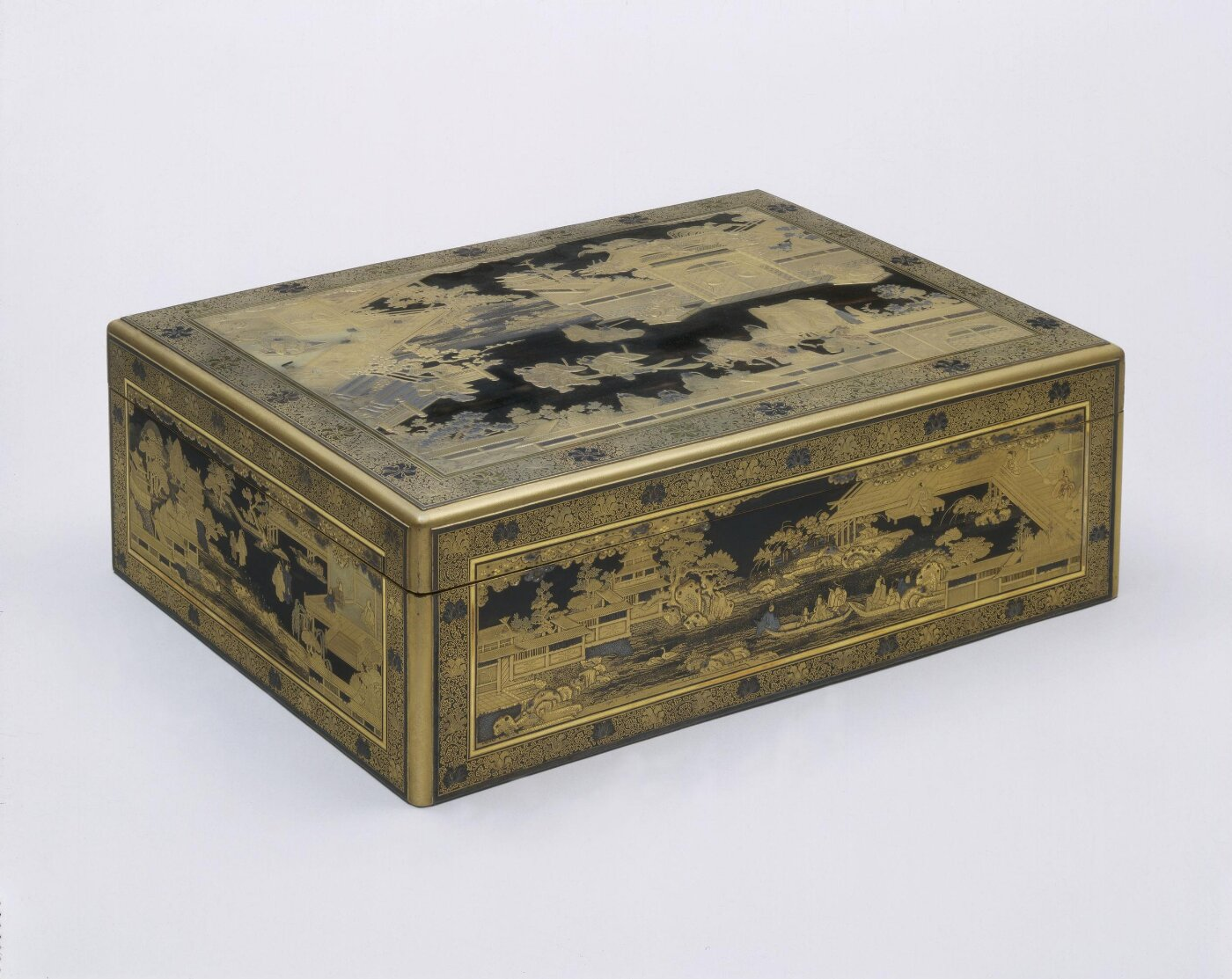
De Japanse gelakte doos van Maria van Diemen.

Maria keerde met haar hele inboedel, inclusief zeven slaven en slavinnen en een vermogen van een half miljoen gulden met de retourvloot van 1645 terug naar de Republiek. Ook haar compagnon De Gruyter was aan boord. Ze hertrouwde op 9 oktober 1646 in Amsterdam met de ook op die vloot teruggekeerde directeur van de VOC-factorij in Perzië, Carel Constant. Ze gingen in Culemborg wonen, en schonken kort daarna een grote koperen kroonluchter aan de Barbara kerk, die nog steeds te zien is. Na Carels dood in 1660 trouwde ze op 10 oktober 1661 met Gijsbert van Hoolck, lid van de Staten-Generaal voor de provincie Utrecht. Ze overleed in juni 1674 en werd op 22 juni begraven in het familiegraf van Van Hoolck in de Klaaskerk in Utrecht. Over haar enorme vermogen werden nog tot halverwege de 18e eeuw rechtszaken gevoerd. Van deze erfenis is alleen een uit Dejima verkregen Japanse gelakte doos over, die in de 19e eeuw verworven werd door het Victoria and Albert Museum in Londen als de 'Van Diemen Box'. Een zelfde doos van Pieternella Buys, de vrouw van Philip Lucasz, is toen zoek geraakt.

## Werk over Van Diemen
- Witteveen, Menno Antonio van Diemen: De opkomst van de VOC in Azië Amsterdam University Press (2011) ISBN 9789085550464

Er zijn twee romans geschreven over het leven van Van Diemen:
- Zee, Daniël van der (1944) Van Diemens roode vlucht: roman uit het Hollandsche koloniale verleden, uitg. Van Hoeve, Deventer
- Norel, Klaas (1942) Anthony van Diemen: van bankroetier tot landvoogd, uitg. Zomer & Keuning, Wageningen

Gouverneur-generaal van de VOC

Both · 
Gerard Reynst · 
Reael · 
Coen · 
Carpentier · 
Coen · 
Specx · 
Brouwer · 
Van Diemen · 
Van der Lijn · 
Carel Reyniersz · 
Maetsuycker · 
Rijcklof van Goens · 
Speelman · 
Camphuys · 
Van Outhoorn · 
Van Hoorn · 
Van Riebeeck · 
Van Swol · 
Zwaardecroon · 
De Haan · 
Durven · 
Van Cloon · 
Patras · 
Valckenier · 
Thedens · 
Van Imhoff · 
Mossel · 
Van der Parra · 
Van Riemsdijk · 
De Klerk · 
Alting

 

Gouverneur-generaal van staatswege

Van Overstraten · 
Siberg · 
Wiese · 
Daendels · 
(Britse interventie: Raffles en Fendall) · 
Van der Capellen · 
De Kock · 
Du Bus de Gisignies · 
Van den Bosch · 
Baud · 
De Eerens · 
Van Hogendorp · 
Merkus · 
Jan Reijnst · 
Rochussen · 
Duymaer van Twist · 
Pahud · 
Prins · 
Sloet van de Beele · 
Prins · 
Mijer · 
Loudon · 
Van Lansberge · 
s'Jacob · 
Van Rees · 
Pijnacker Hordijk · 
Van der Wijck · 
Rooseboom · 
Van Heutsz · 
Idenburg · 
Van Limburg Stirum · 
Fock · 
De Graeff · 
De Jonge · 
Tjarda van Starkenborgh Stachouwer
- Bibliothèque nationale de France: cb162131743 (data)
- Biografisch Portaal: 25089765
- Digitale Bibliotheek voor de Nederlandse Letteren: diem006
- Gemeinsame Normdatei: 138781958
- International Standard Name Identifier: 0000 0000 7331 3201
- Library of Congress Control Number: no2009205485
- Nationale Bibliotheek van Tsjechië: jo20211110565
- Nationale bibliotheek van Australië: 49782506
- Nationale Bibliotheek van Israël: 987007330201605171
- Nederlandse Thesaurus van Auteursnamen: 070006091
- RKD-Nederlands Instituut voor Kunstgeschiedenis: 435850
- Trove: 1526259
- Virtual International Authority File: 95409006
- WorldCat: E39PBJxcXGfVBP4rjXWqYcqbBP